# Helmut Stein

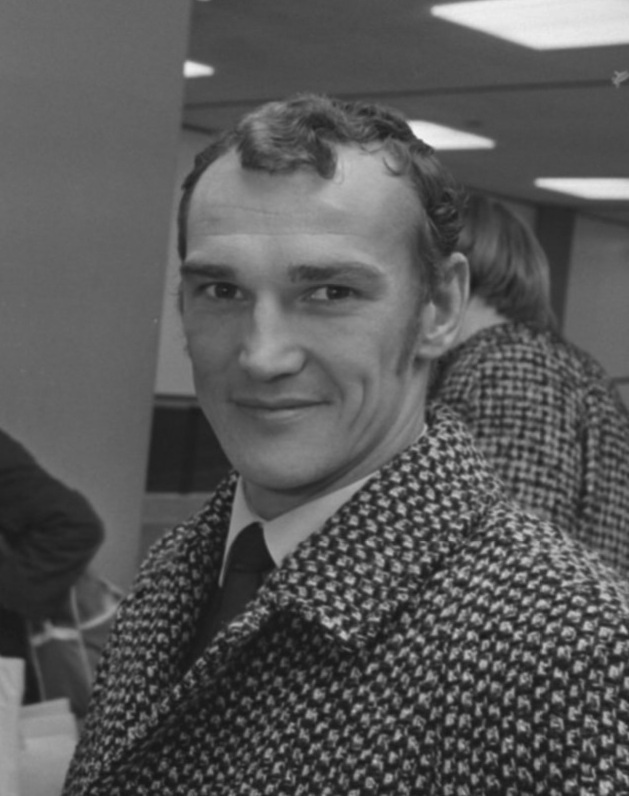
Helmut Stein im Jahr 1970

Helmut Stein (* 9. November 1942 in Aschersleben; † 3. September 2022) war Fußballspieler im Bereich des DDR-Fußball-Verbandes. In dessen höchster Spielklasse, der DDR-Oberliga, spielte er für den SC Chemie Halle, den Halleschen FC Chemie und den FC Carl Zeiss Jena. Mit dem FC Carl Zeiss wurde er zweimal Meister und einmal Pokalsieger. In der A-Nationalmannschaft bestritt Stein 22 Länderspiele.

## Sportliche Laufbahn

### Halle
Helmut Stein begann seine Fußball-Karriere bei der BSG Motor Aschersleben. Dort spielte er zuletzt 1961 in der drittklassigen II. DDR-Liga.
Zwischen August 1960 und Juni 1961 hatte er sechs Länderspiele mit der DDR-Juniorennationalmannschaft bestritten, in denen er meist als Rechtsaußenstürmer gespielt hatte.
In der Sommerpause der wegen Umstellung auf den Sommer-Frühjahr-Rhythmus über 39 Runden laufenden Saison 1961/62 wechselte Stein zum DDR-Oberligisten SC Chemie Halle, in dessen Einzugsbereich Aschersleben lag. Beim SC Chemie hatte der nach Hohenschönhausen abgewanderte Werner Basel im Angriff eine Lücke hinterlassen, und sein Nachfolger Heinz Walter war langzeitverletzt. Beim ersten Punktspiel nach der Sommerpause am 26. August 1961 gab Stein sein Debüt in der Oberliga. In der Partie Motor Zwickau – SC Chemie (0:4) wurde er als halblinker Stürmer eingesetzt und behielt diese Position im Wesentlichen bis zum Saisonende. In den bis dahin 26 ausgetragenen Punktspielen wurde Stein 20 Mal aufgeboten und schoss sieben Tore, mit denen er hinter Günter Busch (13 Tore) zweitbester Schütze der Hallenser wurde. Im Pokalendspiel am 10. Juni 1962, das der SC Chemie mit 3:1 über den SC Dynamo Berlin gewann, wurde Stein nicht eingesetzt.
Hingegen blieb Stein bis 1966 Stammspieler beim SC Chemie, rückte aber immer öfter auf die rechte Angriffsseite.
1962 setzte er seine internationale Karriere in der Nachwuchsnationalmannschaft fort, für die er bis 1968 zwölf Länderspiele bestritt und sechs Tore erzielte. Auf einer Afrikatournee der A-Nationalmannschaft kam Stein auch bereits zu zwei A-Länderspielen, am 9. Dezember 1962 gegen Mali und am 16. Dezember gegen Guinea. In beiden Begegnungen (2:1 und 3:2 für die DDR) wurde er als Einwechselspieler eingesetzt.
In der Saison 1963/64 litt der SC Chemie unter andauernder Sturmschwäche und stieg schließlich mit nur 24 erzielten Toren ab. Obwohl Stein nur 20 der 26 Punktspiele bestritten hatte, wurde er mit sechs Treffern Hallenser Torschützenkönig. In der zweitklassigen DDR-Liga absolvierte Stein 1964/65 zwar nur 21 von 30 Punktspielen, gehörte aber mit seinen 16 Toren zu den schussgewaltigsten Hallensern, die nach nur einem Jahr wieder in die Oberliga zurückkehrten. 1965/66 spielte Stein seine letzte Saison in Halle, in deren Verlauf die Fußballsektion des SC Chemie in den neu gegründeten Halleschen FC Chemie ausgegliedert wurde. Stein wurde noch einmal als Angreifer in 23 Punktspielen eingesetzt und erzielte fünf Tore.

### Jena
Inzwischen stagnierte Steins internationale Karriere. Nach seinen 1962er A-Länderspielen war er nur noch in der Nachwuchsauswahl eingesetzt worden, für die er mit 24 Jahren langsam zu alt wurde.
Um wieder in den internationalen Blickpunkt zu geraten, wechselte Stein nach 89 Oberligaspielen mit 24 Toren zum Beginn der Spielzeit 1966/67 von Halle zum Vizemeister FC Carl Zeiss Jena. In seiner ersten Jenaer Saison fehlte Stein nur bei fünf Punktspielen und verdrängte Dieter Lange als Stammspieler auf der halblinken Angriffsseite. In den Spielzeiten 1967/68 und 1969/70 gehörte Stein mit 24 bzw. 25 Einsätzen zur Jenaer Meistermannschaft und wurde 1969/70 zusammen mit Rainer Schlutter mit neun Treffern Torschützenkönig des FC Carl Zeiss.
Nach sechsjähriger Pause wurde Stein 1969 wieder in den Kader der A-Nationalmannschaft aufgenommen. Zuvor hatte er im Januar/Februar 1967 an einer elf Spiele umfassenden Serie von Spielen gegen Ägypten, den Sudan und den Irak teilgenommen; er wurde dabei in mindestens fünf Partien eingesetzt und erzielte zwei Treffer. Seitens des DFV wurden die Begegnungen nicht als Länderspielen geführt, wohl aber bei der FIFA. Im selben Jahr kam Stein zu einem Einsatz bei Dem B-Länderspiel DDR – Ungarn (2:1) hatte und kam auch in der DDR-Olympiaauswahl zum Zuge. In dem WM-Qualifikationsspiel DDR – Italien (2:2) feierte er sein A-Länderspiel-Comeback als Einwechselspieler. Danach gehörte er bis 1971 zum festen Spielerstamm der A-Auswahl, deren Kapitän er auch zeitweise war. Am 3. November 1973 bestritt er sein letztes Länderspiel beim 4:1-Auswärtssieg gegen Albanien. Damit war er insgesamt auf 22 A-Länderspiele gekommen, in denen er zu drei Torerfolgen kam. Hinzu kommen drei Qualifikationsspiele zwischen 1967 und 1971 mit der DDR-Olympiaauswahl mit zwei Toren.
In seinen meisten Länderspielen stand Stein im Mittelfeld, und auch beim FC Carl Zeiss rückte er ab 1969 vorwiegend in das Mittelfeld zurück.
Nachdem er 1972 noch das für Jena siegreiche Pokalendspiel (2:1 über Dynamo Dresden) verpasst hatte, konnte er 1974 nach drei Anläufen endlich den FDGB-Pokal in Empfang nehmen. Beim 3:1-Sieg erneut über Dynamo Dresden war Stein in der 68. Minute eingewechselt worden. Von 1973 an wurde er zum Standard-Libero der Jenaer. 1975/76 nahm Stein seine letzte Oberligasaison in Angriff. 33-jährig bestritt er bis zum 20. Spieltag noch einmal 16 Punktspiele, wobei er als Libero drei Tore schoss. Sein letztes Punktspiel für den FC Carl Zeiss Jena absolvierte er am 27. März 1976 bei der Begegnung FC Rot-Weiß Erfurt – FC Carl Zeiss (2:0). Es war sein 298. Pflichtspiel für Jena, das 215. in der DDR-Oberliga. Er erzielte 74 Pflichtspieltore, davon 52 in der Oberliga. Zusammen mit seiner Hallenser Zeit ist Stein 304-facher Oberligaspieler mit 76 Torerfolgen. Steins Karriere endete eher abrupt, er wurde im Mai 1976 zu einer sechs Monate dauernden Ausbildung zum Reserveoffizier der DDR-Volksarmee eingezogen und beendete damit auch seine Laufbahn als Leistungssportler.

## Trainerlaufbahn
Offiziell wurde Stein erst nach seiner Rückkehr von der NVA zum Rückrundenbeginn der Saison 1976/77 am 19. Februar 1977 aus den Reihen der Mannschaft von Carl Zeiss verabschiedet. Bei der Verabschiedung wurde auch offiziell mitgeteilt, das Stein nun zusammen mit Roland Ducke dem Jenaer Cheftrainer Hans Meyer assistierte. Stein wirkte in der Folge bis zur Saison 1984/85 als Co-Trainer unter den Cheftrainern Hans Meyer, Bernd Stange und Dietmar Pfeifer. Er hatte somit Anteil am Gewinn des FDGB-Pokals 1980 und der darauffolgenden Europapokalsaison, in der die Jenaer bis ins Finale des Europacups der Pokalsieger vordrangen. Im Sommer 1985 folgte Stein seinem „alten“ Cheftrainer Hans Meyer zum FC Rot-Weiß Erfurt. Dort assistierte Stein zwei Spielzeiten und wechselte dann zur Saison 1987/88 zum DDR-Ligisten BSG Motor Suhl. Die BSG, in der Saison 1984/85 in der Oberliga spielend, war in der darauffolgenden Ligasaison fast in die Bezirksliga durchgereicht worden und belegte auch in der Ligasaion 1986/87 einen eher enttäuschenden 11. Tabellenplatz. Zwar gelang Stein in seiner ersten Saison auch nur der zehnte Tabellenplatz, doch in der Saison 1988/89 lief es für die Suhler deutlich besser. Wenngleich man den Aufsteiger Fortschritt Bischofswerda nie wirklich gefährden konnte, belegte man zum Saisonende den dritten Platz in der Ligastaffel B. In der Saison 1989/90, die natürlich auch von den politischen Veränderungen im Lande geprägt war, lief es für die Suhler eher schlecht. So stand man nach zehn Spieltagen auf dem vorletzten Tabellenplatz der Ligastaffel B, was letztendlich zur Entlassung von Helmut Stein führte.

## Weiterer Werdegang
Nach dem Ausscheiden in Suhl trainierte der ehemalige Auswahlspieler keine Mannschaft mehr im höherklassigen Fußball. Er fand abseits des grünen Rasens eine Beschäftigung beim Getränkehersteller Coca-Cola in Erfurt. Am 3. September 2022 verstarb Helmut Stein im Alter von 79 Jahren in einem Thüringer Altersheim nahe Ilmenau.